# Hrvoje Horvat
Cet article concerne le handballeur Hrvoje Horvat né en 1946. Pour son fils, né en 1977 et nommé sélectionneur de la Croatie en 2021, voir Hrvoje Horvat (handball, 1977) (de).
Hrvoje Horvat, né le 22 mai 1946 à Bjelovar, est un ancien joueur yougoslave de handball qui évoluait au poste de demi-centre. Il est par la suite devenu entraîneur de nationalité croate.
Il est notamment champion olympique en 1972 à Munich avec l'équipe de Yougoslavie. Quatre ans plus tard, il est porte-drapeau de la Yougoslavie aux Jeux olympiques de Montréal où il finit à la 5e place du tournoi. Il a également remporté deux médailles de bronze aux Championnats du monde avec l'équipe, en 1970 en France et en 1974 en Allemagne de l'Ouest.
En club, il passe la majorité de sa carrière avec le Partizan Bjelovar, il remporte ainsi neufs titres nationaux, mais également un titre continental, la Coupe d'Europe des clubs champions en 1972.
Son fils, Hrvoje (de) est également handballeur et est nommé sélectionneur de la Croatie en 2021. Sa fille Jasenka a épousé Iztok Puc, également handballeur champion olympique. En revanche, il n'a pas de lien de famille avec le handballeur international croate Zlatko Horvat.

## Palmarès de joueur

### En équipe nationale
Jeux olympiques
- Médaille d'or aux Jeux olympiques de 1972 à Munich
- 5e place aux Jeux olympiques de 1976 à Montréal

Championnats du monde
- 7e place au Championnat du monde 1967 en Suède
- Médaille de bronze au Championnat du monde 1970 en France
- Médaille de bronze au Championnat du monde 1974 en Allemagne de l'Ouest
- 5e place au Championnat du monde 1978 au Danemark

Jeux méditerranéens
- Médaille d'or aux Jeux méditerranéens de 1967 à Tunis

### En club
Compétitions internationales
- Coupe des clubs champions (1) : 1972
  - Finaliste : 1973

Compétitions nationales
- Champion de Yougoslavie (7) : 1967, 1968, 1970, 1971, 1972, 1977, 1979
  - Vice-champion (4) : 1963, 1964, 1976, 1978
- Coupe de Yougoslavie (2) : 1968, 1976